# Mărișel
Mărișel est une commune du judet de Cluj, en région de Transylvanie, en Roumanie, composée uniquement du village de résidence du même nom. Elle est située dans les monts Gilău, composants des monts Apucènes, à environ 50 km de Cluj-Napoca. 

## Géographie
Mărișel est bordée au sud par la commune de Măguri-Răcătău (la frontière étant la gorge de Răcătăului également connue sous le nom de royaume de Zamolxe), au nord par la commune de Râșca, à l'est par la commune de Gilău, et à l'ouest par la commune de Beliș. Les habitations sont dispersées le long des vallées et des routes et sur des collines douces, comme dans les zones vallonnées.

### Topographie
La commune est située sur un haut plateau à une altitude de 1150-1250 m. Le relief est composé de vallons doux, mais au nord et au sud, il y a aussi des vallées profondes avec des pentes abruptes, des rapides et des barrages.
Les reliefs les plus élevés sont Dealul Fântânele (1 341 m), Dealul Copcei (1 289 m) et Dealul Arsuri (1 238 m).

### Bassin
L'eau accumulée est dirigée vers la centrale hydroélectrique de Mărișel, et de là, elle retourne à la surface près de la sortie de la vallée de Leșului. En aval, sur une distance de 8 km, elle s'accumule dans un nouveau lac - le lac Tarnița, dont la moitié se trouve également sur le territoire de la commune de Mărișel.
Au sud, sur la vallée de Răcătăului, à la frontière avec la commune de Măguri-Răcătău, un réservoir est construit d'où l'est est redirigée vers le lac Fântânele. Ainsi, le village de montagne de Mărișel a des parties du village à proximité immédiate de lac, ce qui en fait un lieu d'intérêt touristique. 

### Flore
Le relief montagneux et le climat permettent une stratification distincte de la végétation dans cette partie des monts Apucènes. Dans les étages inférieurs, on trouve des forêts de feuillus, avec une prédominance de hêtres (Fagus silvatica), de goruns (Quercus sesilliflora) et de chênes (Quercus robur), puis un mélange de hêtres et de résineux, et au-dessus de 1 000 mètres d'altitude l'épicéa (Picea) domine. Sur le plateau, on rencontre des genévriers (Pinus mugo), des genévriers (Juniperus communis) et des myrtilles (Vaccinium myrtillus), des canneberges et de vastes prairies subalpines primaires et secondaires composées de carex alpin (Carex), carex, carex, jonc (Juncus effusus) et le genévrier nain. La composante floristique est caractérisée par la gentiane en coupe, le raisin d'ours, le sang de taureau, l'ajonc, la ronce d'automne, le perce-neige.
Dans la zone de Fântânele, des bosquets se sont développés, bien que les sols soient bruns, pauvres en acide et à faible fertilité naturelle. Dans les zones basses, dans les vallées Răcătăului et Someşului Cald, en particulier à Roșești, on trouve également du peuplier (Populus), de l'aulne noir (Alunus glutinosa), de la mûre (Rubus caesius), de la bardane (Arctium lappa) et de l'ortie (Urtica dioica).

### Voies d'accès
L'accès à Mărișel est possible aussi bien depuis la commune de Gilău, située à 20 km de Cluj-Napoca, sur la route d'Oradea, que depuis Huedin, via Beliș (environ 38 km).

## Démographie
Selon le recensement effectué en 2011, la population de la commune de Mărișel s'élève à 1.488. habitants, en baisse par rapport au précédent recensement de 2002, où elle s'élevait à 1.670. La plupart des habitants sont roumains (98,19%). Pour 1,61% de la population, l'origine ethnique est inconnue. D'un point de vue religieux, la majorité des habitants sont orthodoxes (92,94%), avec une minorité de pentecôtistes (5,17%). Pour 1,61% de la population, l'appartenance religieuse n'est pas connue.

## Politique et administration
La commune de Mărișel est administrée par un maire et un conseil local composé de 11 conseillers. Le maire, Viorel Ghic du Partidul Național Liberal, est en poste depuis2016.

## Tourisme
Le potentiel touristique de la région augmente depuis que la commune est classée "localité rurale écologique" ainsi qu'en raison de l'existence de certaines zones protégées. Les zones d'intérêt touristique particulier sont :
- Réserve "Măguri-Răcătău"
- Les installations hydrographiques de Someșul Cald et Someșul Rece
- Gorge de Someșului Rece
- Réserve naturelle "Padiș"
- Grotte de Scarisoara